# Orde van de Zeer Gerespecteerde Ster van Sarawak
De Meest Eminente Orde van de Zeer Gerespecteerde Ster van Sarawak, "Darjah Utama Bintang Paduka Seri Sarawak" of "Most Eminent Order of the Most Esteemed Star of Sarawak" heeft van 1983 tot 1988 bestaan. Maleisische onderscheidingen dragen vaak namen waarin een orde " de meest...." heet te zijn. De Sarawakse onderscheidingen zijn geen uitzondering op deze regel.
Het lint waaraan het kleinood van de orde over de rechterschouder op de linkerheup gedragen werd was paars. De dragers mochten de letters DPSS achter hun naam plaatsen.
- Zie ook de Lijst van Ridderorden in Sarawak